# Pogo
Pogo foi o título de uma tira de jornal (de 1948 a 1975) criada por Walt Kelly e é também o nome do seu principal personagem. Ambientado na Geórgia seção de Okefenokee Swamp, Pogo freqüentemente traz uma sátira sócio-política por intermédio das aventuras dos animais engraçados das tiras. Desde que Pogo ocasionalmente usou o humor físico slapstick, a mesma série de tiras pode ser apreciada por crianças e por adultos de diferentes níveis. As tiras de Kelly renderam-lhe um Reuben em 1951.